# 울모
울모는 발라에 속한 존재로 에아 형성에 영향을 미친 자다. 일루바타르의 의지를 가장 잘 이해하고 있던 만웨를 물질의 발라 아울레와 함께 도왔다고 전해지며 주로 물을 관장했다. 특이하게도 발라 중에 직접적인 관여로 요정과 인간에게 도움을 주었다.
만도스의 저주 이후 발라가 직접적으로 요정과 인간에게 호의를 베풀거나 보호하는 경우는 극히 드물었는데, 이런 예외의 경우는 대부분 울모에게서 나타난다. 투르곤과 핀로드의 꿈에 나타나 왕국을 세우게 만들거나, 지양되어야 하는 행동에 사자를 보내어 경고를 하는 등의 경우가 대표적이다.
비록 그의 이러한 행동은 비교적 가깝게 지내던 만웨와의 관계를 악화하고 벨레리안드 북쪽에 악한 존재 모르고스를 요정의 자력으로 막게 하는 것에는 실패했으나, 인간 용사 투오르를 곤돌린으로 파견하고 그의 아들 에아렌딜이 가운데땅에서 모르고스를 제압하는 일에 울모 그 자신이 일정 부분 중요한 역할을 맡았음을 부정하기 어렵다.
울모를 섬기는 마이아는 옷세와 그의 배우자 우이넨이 있다고 전해진다.